# Resolutie 541 Veiligheidsraad Verenigde Naties
Resolutie 541 van de Veiligheidsraad van de Verenigde Naties werd op de 2500ste vergadering van de VN-Veiligheidsraad op 18 november 1983 goedgekeurd.
Dertien leden van de Raad stemden voor de resolutie, Pakistan stemde tegen en Jordanië onthield zich.

## Achtergrond
Al in 1964 was er geweld uitgebroken tussen de Griekse en de Turkse bevolking in Cyprus. De Griekse zocht aanhechting bij Griekenland en deed met dat doel voor ogen in 1974 een staatsgreep in Cyprus.
Turkije greep in en bezette vervolgens het noordelijke deel van de eilandstaat. In 1983 werd dit deel onafhankelijk verklaard. De staat Turkse Republiek Noord-Cyprus wordt
sindsdien enkel door Turkije erkend. In 2004 mislukte een poging om de twee delen opnieuw te herenigen.

## Inhoud
De Veiligheidsraad:
- Heeft de verklaring van de Minister van Buitenlandse Zaken van Cyprus gehoord.
- Is bezorgd over de verklaring van de Turks-Cypriotische overheid over de creatie van een onafhankelijke staat in noordelijk Cyprus.
- Overweegt dat die verklaring niet in overeenstemming is met de verdrag over de oprichting van de Republiek Cyprus uit 1960 en het Garantieverdrag uit 1960.
- Overweegt daarom dat een poging om een Turkse Republiek Noord-Cyprus te creëren ongeldig is en de situatie zal verergeren.
- Herbevestigt de resoluties 365 en 367.
- Weet dat een oplossing voor de kwestie-Cyprus gebaseerd op het werk van de Secretaris-Generaal noodzakelijk is.
- Bevestigt zijn steun voor de VN-macht in Cyprus.
- Neemt akte van de verklaring van de secretaris-generaal.

1. Betreurt de verklaring over de geplande afscheiding van Cyprus.
2. Overweegt dat die verklaring ongeldig is en roept op om haar in te trekken.
3. Roept op tot de dringende uitvoering van de resoluties 365 en 367.
4. Vraagt de secretaris-generaal zijn missie voort te zetten.
5. Roept de partijen op om samen te werken met de secretaris-generaal.
6. Roept alle landen op om de soevereiniteit, onafhankelijkheid, territoriale integriteit en neutraliteit van Cyprus te respecteren.
7. Roept alle landen op om geen andere Cypriotische staat dan Cyprus te erkennen.
8. Roept alle landen en de twee gemeenschappen in Cyprus op om niets te doen dat de situatie kan verergeren.
9. Vraagt de secretaris-generaal om de Veiligheidsraad op de hoogte te houden.

## Verwante resoluties
- Resolutie 526 Veiligheidsraad Verenigde Naties
- Resolutie 534 Veiligheidsraad Verenigde Naties
- Resolutie 550 Veiligheidsraad Verenigde Naties
- Resolutie 553 Veiligheidsraad Verenigde Naties

Lijst ·  529 ·  530 ·  531 ·  532 ·  533 ·  534 ·  535 ·  536 ·  537 ·  538 ·  539 ·  540 ·  541 ·  542 ·  543 ·  544 ·  545